# Volodarskoje (ort i Kazakstan, Nordkazakstan)
Volodarskoje (ryska: Володарское, Saumalkol’) är en ort i Kazakstan.   Den ligger i oblystet Nordkazakstan, i den norra delen av landet, 300 km nordväst om huvudstaden Astana. Volodarskoje ligger 297 meter över havet och antalet invånare är 2 074.
Terrängen runt Volodarskoje är platt. Runt Volodarskoje är det glesbefolkat, med 8 invånare per kvadratkilometer. Det finns inga andra samhällen i närheten. Trakten runt Volodarskoje består till största delen av jordbruksmark.